# Flor de Maria Vega Zapata
Flor de Maria Vega Zapata, född i Sullana, är en peruansk jurist och åklagare med fokus på miljöfrågor. 
Hon leder ett team av åklagare som specialiserat sig på olaglig exploatering av Perus naturresurser. Det förekommer illegal gruvdrift och skogsavverkning i de peruanska delarna av Amazonas, något som Vega Zapata arbetar för att hindra.
En del av hennes arbete resulterade i insatser år 2016 som gav 500 riktade insatser mot illegal gruvdrift i Peru och som gav landets åklagarmyndighet möjlighet att för första gången även till flera åtal och domar under år 2019.
År 2019 fick Flor de Maria Vega Zapata motta priset International Woman of Courage Award.